# Yakōchū II: Satsujin Kōro
Yakōchū II: Satsujin Kōro (夜光虫II ～殺人航路～) est un jeu vidéo d'aventure sorti en 1999 sur Nintendo 64 uniquement au Japon. Le jeu a été développé et édité par Athena.